# Mor War
Mor War je částečný total conversion (úplná předělávka původní hry) hry Duke Nukem 3D. Tento total conversion od bratří Morávků původně obsahoval klasické tři mise s doplněnou grafikou a hudbou. Postavy však byly stejné. Postupem doby byla dodělána i mise čtvrtá. Příběh hry byl v podstatě odvozen od příběhu hry originální, kdy hlavní postava Duke Nukem bojuje proti nájezdu zlých mimozemšťanů na planetu Zemi. Se čtvrtou misí taky došlo k přechodu k verzi 1.5 (známou z doplnění jako Plutonium Pack). Hra byla navržena pro singleplayer, deathmach i cooperaci. Unikátností se stali tzv. BOTi, tedy automatičtí protivníci pro deathmatch. Mor War se tak za dobu své existence (od roku 2000) stal jednou z nejúspěšnějších českých uživatelských misí, stejně tak jako tomu bylo i v případě Agenta007, Kosíka či trilogie Hus.